# Бюлов, Карл фон
Карл Вильгельм Пауль фон Бюлов (нем. Karl Wilhelm Paul von Bülow, 24 марта 1846, Берлин — 31 августа 1921, Берлин) — германский военачальник, генерал-фельдмаршал.

## Офицерская и генеральская служба
Из старинного аристократического рода, потомственный офицер. В 1864 года зачислен на военную службу в 2-й гвардейский пехотный полк Германской имперской армии. В 1866 году произведён в офицеры и ему присвоен чин лейтенанта. Участвовал в Австро-прусской войне 1866 года и в Франко-прусской войне.
С 1872 года — адъютант инспектора пехотных школ. С 1877 года служил в Германском Генеральном штабе. С 1884 года — командир роты 96-го пехотного полка, но уже с 1885 года — вновь в Генеральном штабе. С 1890 года — начальник штаба Гвардейского корпуса. С 1894 года — командир 4-го гвардейского пехотного полка. С 1897 года — директор Центрального департамента Военного министерства. С 1901 года — начальник 2-й гвардейской пехотной дивизии. С 1902 года — был генерал-квартирмейстером 12-го армейского корпуса, а с 1903 года командовал этим корпусом. В 1913 году назначен генерал-инспектором 3-й армейской инспекции и произведён в генерал-полковники.

## Первая мировая война
2 августа 1914 года назначен командующим 2-й армии, в составе семи корпусов (в их числе были Гвардейский корпус и Гвардейский резервный корпус) и двух ландверных бригад, всего 260 000 человек и 848 орудий. Армия была развёрнута на Западном фронте на южном участке германо-бельгийской границы. В соответствии с германским планом Шлиффена армии Бюлова предназначалась одна из ведущих ролей на направлении главного удара против французских войск. В начале войны три армейских корпуса 2-й армии входили в состав так называемой «Льежской армии» — оперативного объединения германской армии, предназначенного для штурма Льежа. «Льежской армией» командовал генерал Эммих, после взятия крепости она была расформирована. В Пограничном сражении войска 2-й армии отбросили противостоящие им части бельгийской армии и захватили переправы через реку Маас, обеспечив прорыв в центральную Бельгию. В дальнейшем Бюлов продолжил наступление к французской границе, энергично атаковал выдвигавшуюся ему навстречу французскую 5-ю армию и одержал победу в встречном сражении у Шарлеруа 21-25 августа. Энергично продвигаясь по северной Франции, армия Бюлова заняла Реймс и форсировала реку Марна. За успешные действия в первые недели войны Бюлов приобрёл славу «покорителя Бельгии». На протяжении борьбы за Бельгию в подчинении Бюлова находилась и 1-я армия фон Клюка, вынужденная согласовывать с ним свои действия.
В Битве на Марне Бюлов использовал основные силы своей армии в попытки прорвать расположение французских сил в районе Сен-Гондских болот, это потребовало концентрации немецких корпусов, что явилось одной из причин возникновения почти 50-километрового разрыва в линии фронта между левым флангом соседней 1-й армии и на правым флангом 2-й армии. Именно в него начала наступление 5-я французская армия, которой удалось взять реванш за поражение. Несмотря на тактические успехи 9 сентября на левом фланге, французское наступление заставило Бюлова начать отвод корпусов правого фланга. Со своей стороны, союзное командование ввело в бой на участке прорыва также Британские экспедиционные силы. В этой ситуации Бюлов не стал возражать, когда была высказана идея отвода германских войск за Марну и к 13 сентября отвёл свои войска до 50 километров в северном направлении.
В середине сентября 1914 года в битве на Эне совместно с 1-й армией отразил англо-французское наступление. С 29 сентября по 9 октября 1914 года принимал участие в сражении в районе Арраса. 27 января 1915 года был произведён в генерал-фельдмаршалы.
4 апреля 1915 года по болезни был снят с поста командующего армией и в тот же день награждён орденом «Pour le Mérite». Был переведён в распоряжение Верховного Главнокомандования, а на следующий день после подписания перемирия — 11 ноября 1918 года вышел в отставку. Кавалер ряда высших германских орденов.

## После войны
Жил в Берлине. В 1920 году издал мемуары «Мои записки о наступлении на Марне».